# Matti Lehikoinen
Matti Lehikoinen (* 19. April 1984 in Espoo, Finnland) ist ein ehemaliger finnischer Mountainbikefahrer, der im Downhill aktiv war.

## Sportlicher Werdegang
Im Alter von vier Jahren bekam der Finne sein erstes Mountainbike. Bevor er 1998 mit dem Downhill begann, fuhr Lehikoinen Rennen im Cross Country und auf der Straße. Nachdem er 2001 Junioren-Europameister im Downhill geworden war, näherte er sich kontinuierlich der Weltspitze. Zur Saison 2005 wechselte er das Team und fuhr gemeinsam mit Brendan Fairclough und dem Ex-Weltmeister Greg Minnaar für das Team G Cross von Honda. 
In der Saison 2006 gewann Lehikoinen das Weltcuprennen in Brasilien und war damit der erste Finne überhaupt auf einem Weltcup-Podium. 2007 folgte sein nächster Weltcup-Erfolg in Champéry, die Gesamtwertung beendete er auf dem zweiten Platz. Auch bei den UCI-Mountainbike-Weltmeisterschaften erzielte er mit dem sechsten Platz sein bestes Karriereergebnis.
Nach Stürzen und längeren Ausfällen aufgrund von Verletzungen blieb er in den Folgejahren hinter seinen Ergebnissen aus den Jajren 2006 und 2007 zurück. 2023 bestritt er sein letztes Rennen im Downhill, danach war er nur noch gelegentlich Teilnehmer an der Enduro World Series.

## Erfolge
2001
- Junioren-Europameister – Downhill

2006
- ein Weltcup-Erfolg – Downhill

2007
- ein Weltcup-Erfolg – Downhill